# Sado (město)
Sado (japonsky 佐渡市) je město v Japonsku. Leží na stejnojmenném ostrově patřícího do prefektury Niigata v oblasti Čúbu. Zahrnuje celý ostrov a k roku 2018 v něm žilo přes čtyřiapadesát tisíc obyvatel.

## Dějiny
Město vzniklo 1. března 2004 sloučením obcí Rjócu, Aikawa, Sawada, Kanai, Hatano, Mano, Ogi, Hamoči, Niibo a Akadomari.

### Rodáci
- Arita Hačiró (1884–1965), diplomat
- Hajaši Fubó (1900–1935), spisovatel
- Kita Ikki (1883–1937), filosof
- Homma Masaharu (1887–1946), důstojník